# Пинк Пантер (филм из 2006)
Пинк Пантер (енгл. The Pink Panther) америчка је филмска комедија из 2006. У филм је инспектору Жаку Клузоу (Стив Мартин) додељен задатак да открије убицу познатог фудбалског тренера и крадљивца дијаманта „Пинк Пантер“. У филму глуме и Кевин Клајн, Жан Рено, Емили Мортимер и Бијонсе Ноулс.

## Радња
У овом савременом римејку филма из 1968. године, инспектор Kлузо (Стив Мартин) добија најважнији задатак у каријери: решавање убиства фудбалског тренера и проналажење великог ружичастог дијаманта који је некада припадао убијеном. Нејасноће у вези са тим зашто је за тај случај изабран један од најсмотанијих детектива, објашњава нам његов шеф, инспектор Драјфус (Kевин Kлајн). Он, наиме, има план да се домогне ордена части и смислио је савршен сценарио: најважнији случај ће доделити највећој шепртљи која ће привући пажњу новинара, како би  Драјфус у кључном тренутку ускочио, осрамотио га, решио злочин и на крају - добио жељени орден. Међутим, Kлузо уз помоћ помоћника Понтона (Жан Рено) и верне секретарице Никол (Емили Мортимер), правећи грешку за грешком и служећи се препреденим методама уништавања кључних доказа, ипак успева да реши злочин од националне важности. Међу његове урнебесне методе спада и малтретирање невиних људи, мењање нагласака, вређање жртава и слабост према лепим женама. Овога пута заинтересује га прелепа Занија (Бијонсе Ноулс), певачица и вереница брутално убијеног фудбалског тренера.

## Глумци
| Глумац         | Улога                         |
| -------------- | ----------------------------- |
| Стив Мартин    | Инспектор Жак Клузо           |
| Жан Рено       | Жилбер Понтон                 |
| Кевин Клајн    | Глaвни Инспектор Шaрл Драјфус |
| Емили Мортимер | Никол Дурaн                   |
| Бијонсе Ноулс  | Занија                        |
| Хенри Черни    | Јуриј - тренер                |
| Џејсон Стејтам | Ив Глуан                      |
| Клајв Овен     | Агент 006                     |
| Пол Корда      | Пјер Фикет                    |
| Скот Адкинс    | Фудбaлeр                      |